# Hoplophthiracarus nepalensis
Hoplophthiracarus nepalensis är en kvalsterart som beskrevs av Sheals 1965. Hoplophthiracarus nepalensis ingår i släktet Hoplophthiracarus och familjen Phthiracaridae. Inga underarter finns listade i Catalogue of Life.